# Dicranota khumyarae
Dicranota (Rhaphidolabis) khumyarae là một loài ruồi trong họ Pediciidae. Chúng phân bố ở vùng Indomalaya.